# Ниточкин, Анатолий Дмитриевич
Анато́лий Дми́триевич Ни́точкин (15 марта 1932, Москва, СССР — 2001, Москва, Россия) — советский и российский кинорежиссёр, сценарист и кинооператор.

## Биография
Родился 15 марта 1932 года в Москве.
Окончил операторский факультет ВГИКа (1956), начал сотрудничать на киностудии «Мосфильм».
Умер в 2001 году в Москве. Похоронен на Введенском кладбище (23 уч.).

## Семья
- Жена — народная артистка РСФСР Майя Булгакова (1932—1994)
  - Дочь — Зинаида (род. 1956), редактор.

## Фильмография

### Кинооператор
- 1960 — Серёжа
- 1961 — Совершенно серьёзно (новелла «Приятного аппетита»)
- 1962 — Путь к причалу

### Режиссёр
- 1970 — Друг Тыманчи
- 1973 — Самые красивые корабли
- 1975 — Роса
- 1976 — Дамы и гусары
- 1977 — Долг
- 1979 — На таёжных ветрах
- 1981 — Когда уходят киты
- 1982 — Белый шаман
- 1984 — Сильная личность из 2 «А»
- 1985 — Мужские тревоги
- 1986 — Земля моего детства
- 1988 — Прости нас, сад

### Сценарист
- 1970 — Друг Тыманчи
- 1973 — Самые красивые корабли (в соавторстве с Юрием Рытхэу)
- 1979 — На таёжных ветрах

## Оценки творчества
«Для творчества Ниточкина характерны поэтичность, тонкое проникновение в мир людей и природы».